# Cheironchus paravorax
Cheironchus paravorax is een rondwormensoort uit de familie van de Selachinematidae. De wetenschappelijke naam van de soort is voor het eerst geldig gepubliceerd in 1993 door Castillo-Fernandez & Decraemer.